# Colli a Volturno
Colli a Volturno é uma comuna italiana da região do Molise, província de Isérnia, com cerca de 1.405 habitantes. Estende-se por uma área de 24 km², tendo uma densidade populacional de 59 hab/km². Faz fronteira com Cerro al Volturno, Filignano, Fornelli, Macchia d'Isernia, Montaquila, Monteroduni, Rocchetta a Volturno, Scapoli.

## Demografia
| Variação demográfica do município entre 1861 e 2011                               |
|                                                                                   |
| Fonte: Istituto Nazionale di Statistica (ISTAT) - Elaboração gráfica da Wikipedia |